# Fort James
El Fort James es un fuerte a la entrada de la bahía de St. John, en Antigua y Barbuda. El fuerte fue construido en 1706 para proteger a St. John y es una de las muchas fortalezas construidas por los británicos en el siglo XVIII. El miedo a una invasión francesa motivó su construcción. Está situado en un promontorio que domina la ciudad hacia el noroeste. Un polvorín, varios cañones y los cimientos de la pared de la fortaleza permanecen aún.